# ألف فان دير هاغن
ألف فان دير هاغن (بالنرويجية البوكمول: Alf van der Hagen)‏ هو محرر وصحفي نرويجي، ولد في 18 مايو 1962.